# Vulkanschlot Eulenbrunnen
Vulkanschlot Eulenbrunnen ist ein Geotop und ein Biotop auf dem Gebiet der baden-württembergischen Gemeinde St. Johann im Landkreis Reutlingen.

## Kenndaten
Der Eulenbrunnen liegt im Landschaftsschutzgebiet Reutlinger und Uracher Alb und ist beim Landesamt für Geologie, Rohstoffe und Bergbau als Geotop mit dem Namen „Vulkanschlot Eulenbrunnen im Gewann Eulenwiesen ca. 600 m SSW vom Fohlenhof“ und der Nr. 10122/3686 registriert. Bei der Landesanstalt für Umwelt Baden-Württemberg ist der Eulenbrunnen als Biotop mit dem Namen „Kleines Feuchtgebiet südwestlich Fohlenhof“ und der Nr. 175224152931 registriert und nach dem Bundesnaturschutzgesetz geschützt.

## Lage und Beschreibung

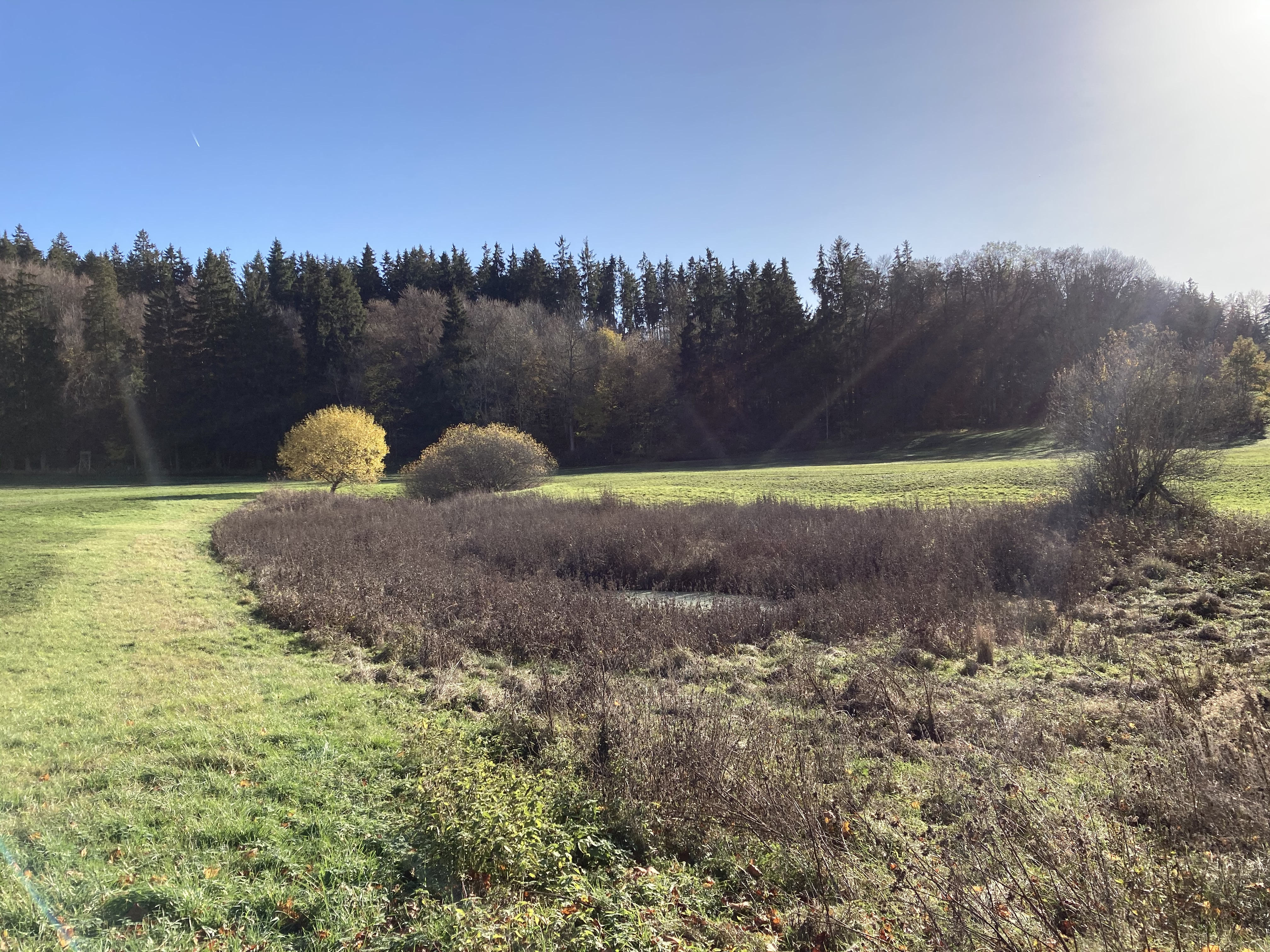
Südliche mit Wasser gefüllte Senke

Der Eulenbrunnen liegt im Uracher Vulkangebiet im Naturraum Mittlere Kuppenalb. Das Innere des Vulkanschlots zeichnet sich durch zwei mit Wasser gefüllte Senken (Durchmesser jeweils etwa 10 m) aus. Der Vulkanschlot liegt auf der Hochfläche der Schwäbischen Alb (Mittlere Kuppenalb), nur gut 100 Meter westlich des Albtraufs beim Rutschenfelsen.
Beim Vulkanschlot handelt es sich um ein kreisrundes Maar mit einem Durchmesser von etwa 300 m. Etwas nordwestlich des Zentrums entspringt eine kleine Quelle, der Eulenbrunnen, dessen Wasser bald wieder in einer Doline am Rand des Maars versinkt. Das Wasser der wenig schüttenden Quelle sammelt sich auf dem wasserundurchlässigen Basalttuff und hat ein kleines Feuchtgebiet verursacht. Das Geotop ist Teil des „Schwäbischen Vulkans“.